# نهاشاوات
النهاشاوات (الاسم العلمي: Lutjaninae) هي أسرة من الأسماك تتبع الفصيلة النهاشية من رتبة الفرخيات.

## أجناس النهاشاوات
- النهاش
  - البنجالو
  - Hoplopagrus
  - Macolor
  - Ocyurus
  - Rhomboplites